# Гетто в Лынтупах
Гетто в Лы́нту́пах (конец 1941 — 22 декабря 1942) — еврейское гетто, место принудительного переселения евреев городского посёлка Лынтупы Поставского района Витебской области в процессе преследования и уничтожения евреев во время оккупации территории Белоруссии войсками нацистской Германии в период Второй мировой войны.

## Оккупация Лынтуп и создание гетто
Лынтупы находились под немецкой оккупацией до 6 (9) июля 1944 года. Эвакуироваться из Лынтуп до прихода немецких войск успели только около десяти евреев.
Захватив посёлок, оккупанты зарегистрировали всех евреев, а все еврейские дома пометили.
Реализуя нацистскую программу уничтожения евреев, немцы создавали гетто почти во всех городах и населённых пунктах Беларуси, где проживало еврейское население. Так и в Лынтупах оккупанты в конце 1941 года организовали гетто. Евреев сначала согнали в дом Завадского в районе площади, а затем заселили в пять домов по улице Красовской (сейчас улица Марата Казея) перед площадью.

## Условия в гетто
Дома, в которых заставили ютиться евреев, держали с забитыми окнами. Жили в страшной тесноте, в каждом доме было около 30 человек. Старшей по гетто немцы назначили незамужнюю молодую женщину по имени Бася.
Гетто сторожили литовские полицаи, с безнаказанной жестокостью грабившие и избивавшие евреев.
Узников не кормили, люди меняли на любую еду свои тряпки, болели и умирали.

## Уничтожение гетто
Первая «акция» (таким эвфемизмом гитлеровцы называли организованные ими массовые убийства) произошла в 1941 году на улице Новая строительная, где немцы и полицаи замучили и убили 22 еврея.
К северо-западу от посёлка 19 и 20 мая 1942 года оккупанты и коллаборационисты расстреляли 61 еврея — узников гетто.
20 мая 1942 года нацисты и полицая убили 66 (61) евреев на улице Голубкова.
22 декабря 1942 года узников гетто выгнали из домов, построили в колонну и отвели на южную окраину посёлка примерно полкилометра в сторону леса за железную дорогу. Обречённые люди всё понимали и прощались друг с другом. Шансов убежать почти не было, к тому же и сил для побега ни у кого уже не оставалось В этот день были убиты 93 еврея.
Непосредственно расстреливали евреев литовские и белорусские полицаи под командованием немцев.

## Случаи спасения

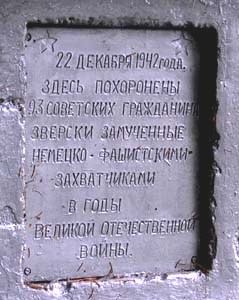
Надпись на памятнике

Около десяти молодых узников всё-таки сбежали, среди них — Лейзерович, Гилинский, Хармац Гиршка (потом погибший в партизанах), Черноцкий, дети портного Маткина, Свирский, Бася Рудницкая.

## Память
В Лынтупском горпоселковом совете хранится неполный список 73 погибших лынтупских евреев, захороненных в братской могиле. Опубликованы неполные списки убитых.
В 1946 году в Лынтупы вернулся с фронта Залман Хаимович, и первым делом пришёл на место убийства родных. Братская могила на южной окраине поселка по улице Заречной была огорожена невысоким деревянным забором, который в 1944 году установил полковник-еврей, командовавший местной воинской частью. Он же установил и деревянный памятник на месте убийства. Залман Хаимович нашёл помощников, заменил ограду на металлическую и в 1964 году установил два новых памятника жертвам геноцида еврейского народа. На памятнике выбита надпись на русском языке: «22 декабря 1942 года здесь похоронены 93 советских гражданина, зверски замученных немецко-фашистскими захватчиками в годы Великой Отечественной войны».
В 1964 году были установлены обелиски на местах убийств евреев на улицах Новая строительная и Голубкова, и в лесу северо-западнее посёлка.
Евреи, жившие в послевоенное время в Лынтупах, завещали похоронить их около памятника погибшим землякам. Так, рядом с обелиском, были похоронены Абрам Цинман и Рудницкие Бася и София.